# Lentilles (Aube)
Lentilles é uma comuna francesa na região administrativa de Grande Leste, no departamento de Aube. Estende-se por uma área de 17,18 km². Em 2010 a comuna tinha 126 habitantes (densidade: 7,3 hab./km²).